# Памук, Шевкет
Шевкет Памук (тур. Şevket Pamuk; род. 9 октября 1950) — турецкий экономист и историк, заведующий кафедрой современных турецких исследований в Европейском институте Лондонской школы экономики и политических наук и профессор экономики и экономической истории в Босфорском университете.

## Биография
Шевкет Памук родился в Стамбуле. У него есть младший брат — писатель и нобелевский лауреат Орхан Памук, а также младшая сводная сестра — Хюмейра Памук, работающая журналисткой. После обучения в колледже Роберта в Стамбуле он поступил в Йельский университет, который окончил в 1972 году. В 1978 году он получил степень доктора экономических наук в Калифорнийском университете в Беркли. С тех пор он преподаёт в различных университетах Турции и США, в том числе с 1994 года, в стамбульском Босфорском университете в качестве профессора экономики и экономической истории. В 2008—2013 годах Памук являлся профессором и заведующим кафедрой современных турецких исследований в Европейском институте Лондонской школы экономики и политических наук.
Памук специализируется на истории экономики Османской империи, Ближнего Востока и современной Турции. Он исследует экономическую историю Турции с 1800 года, экономику Османской империи в эпоху раннего Нового времени и экономический рост на Балканах и Ближнем Востоке с 1800 года. К его трудам по этой теме относятся книги «Османская империя и европейский капитализм 1820—1913: торговля, инвестиции и производство» (англ. The Ottoman Empire and European Capitalism 1820—1913: Trade, Investment and Production; Cambridge University Press, 1987) и «Денежная история Османской империи» (англ. A Monetary History of the Ottoman Empire; Cambridge University Press, 2000). В соавторстве с профессором истории из Гарвардского университета Роджером Оуэном он написал книгу «История экономик Ближнего Востока в XX веке» (англ. A History of Middle East Economies in the Twentieth Century; 1999). В 2008 году был опубликован сборник его статей об экономике Османской империи под названием «Экономика Османской империи и её институты» (англ. Ottoman Economy and Its Institutions; Ashgate-Variorum, 2008). Книга Памука на турецком языке, вышедшая в 2014 году, посвящена истории экономического роста и институциональных изменений Турции за последние два столетия.
Памук занимал пост президента Европейского исторического экономического общества, ассоциации европейских историков экономики. Кроме того, он был членом исполнительного комитета Международной ассоциации экономической истории, членом Постоянного комитета по гуманитарным наукам Европейского научного фонда. В настоящее время Памук занимает должность президента Азиатского общества исторической экономики, а также является членом Академии наук Турции (тур. Bilim Akademisi) и Европейской академии. Кроме того, он работает редактором журнала European Review of Economic History.

## Публикации
- Публикации Шевкета Памука на английском языке